# Quararibea verticillaris
Quararibea verticillaris är en malvaväxtart som först beskrevs av José Mariano Mociño, Amp; Sesse och Dc., och fick sitt nu gällande namn av Visch.. Quararibea verticillaris ingår i släktet Quararibea och familjen malvaväxter. Inga underarter finns listade i Catalogue of Life.